# Gaafu Dhaalu

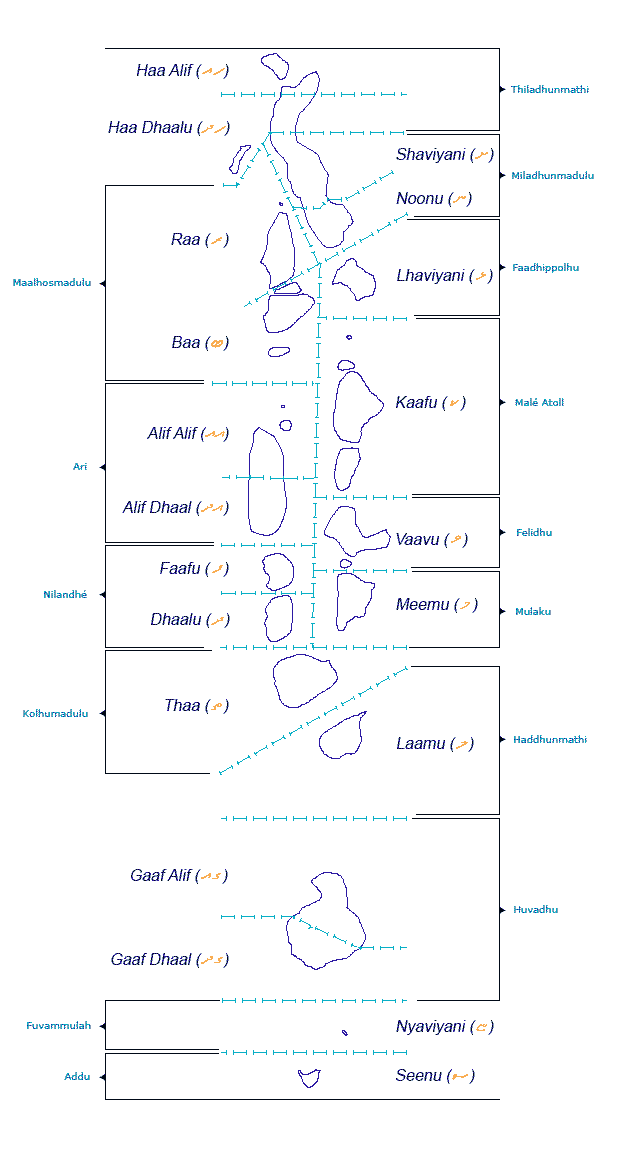
Podział administracyjny Malediwów

Gaafu Dhaalu – atol administracyjny, jedna z 21 jednostek administracyjnych Malediwów. Oficjalna nazwa to: Huvadhu Atholhu Dhekunuburi.

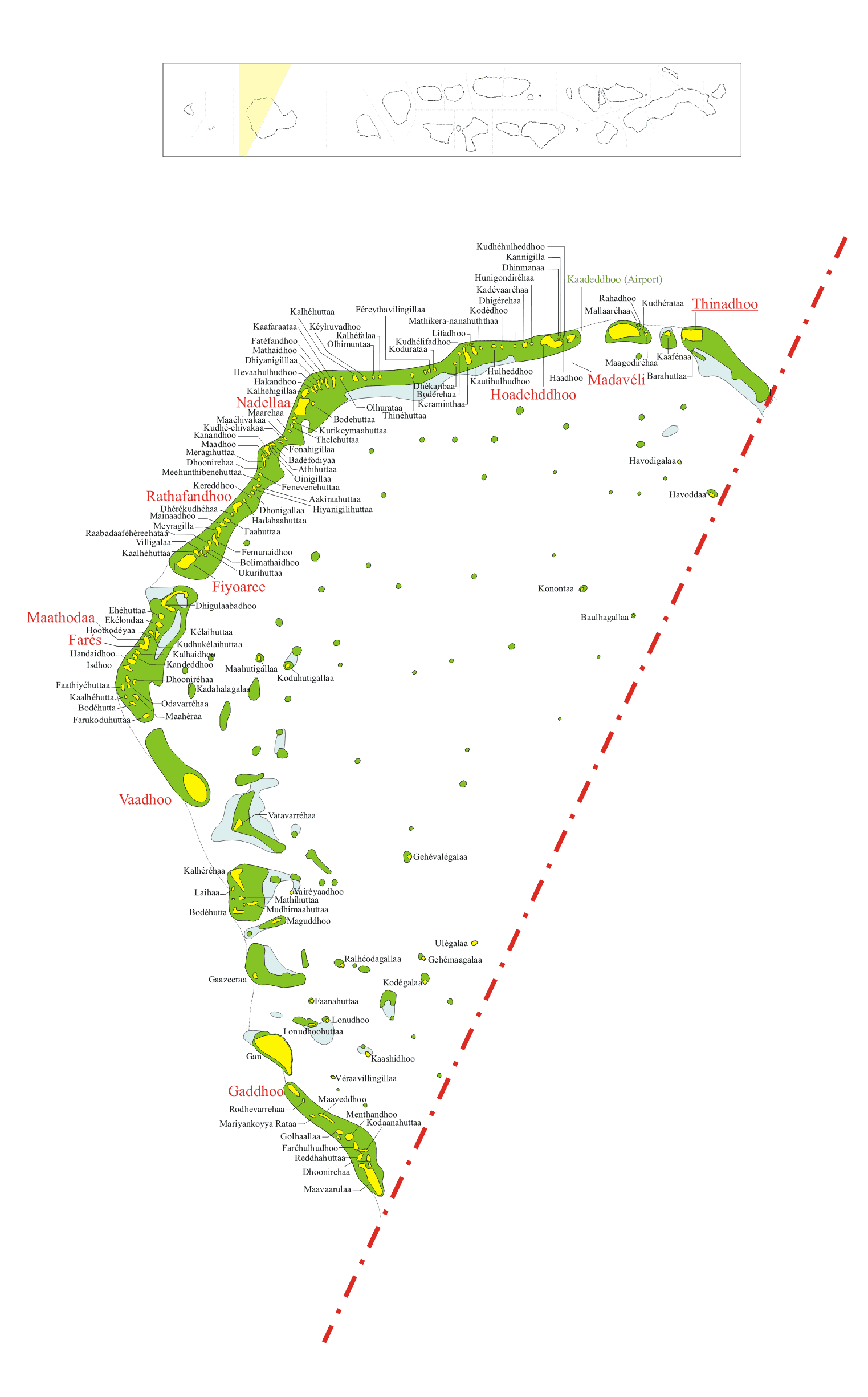
Gaafu Dhaalu

Obejmuje swym terytorium pd. część atolu Huvadhu, a jego stolicą jest Thinadhoo. W 2006 zamieszkiwało tutaj 11 013 osób.